# Knoten (Knüpfen)

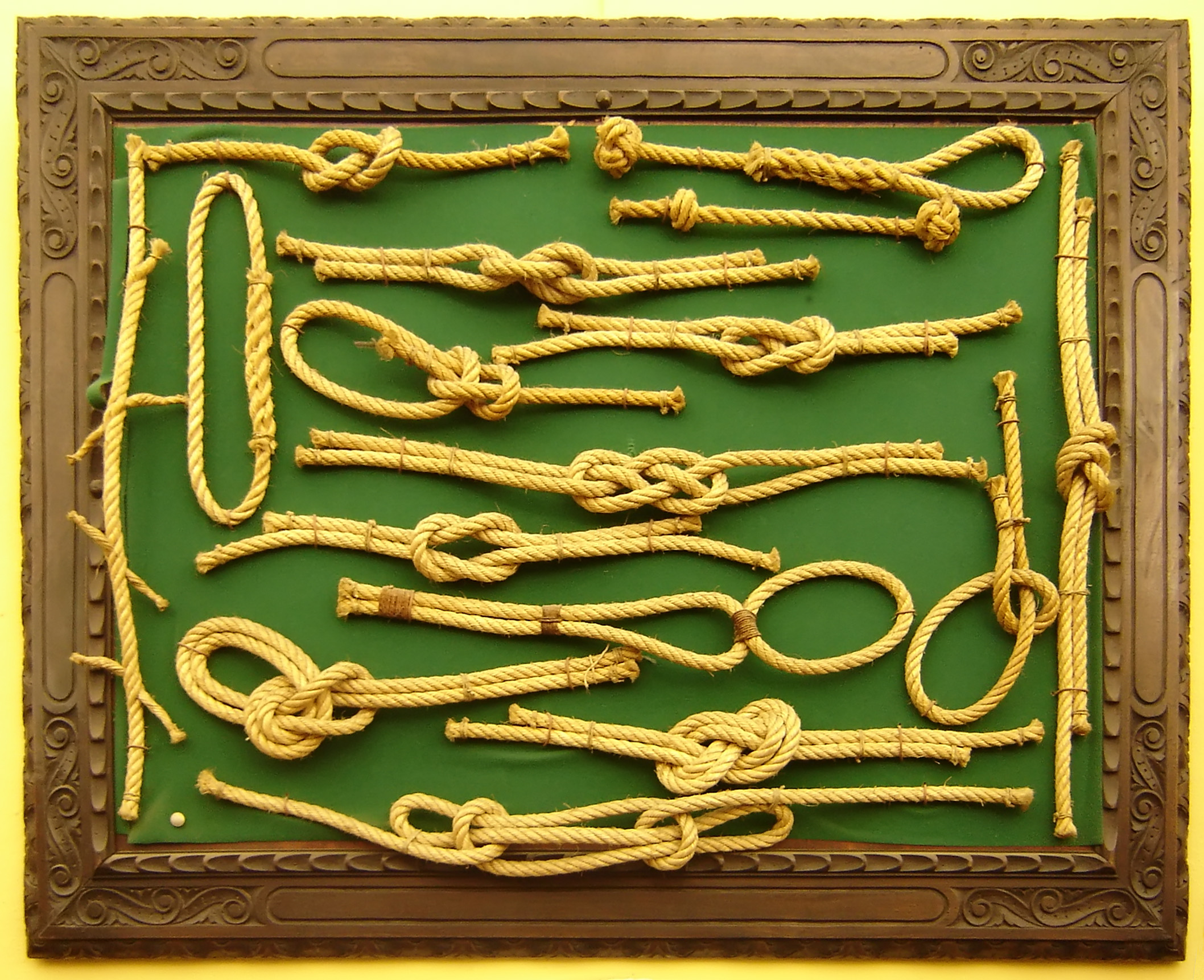
Verschiedene Arten von Knoten

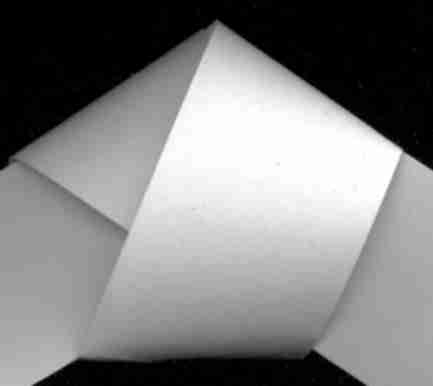
Ein einfacher Überhandknoten in einem Papierstreifen

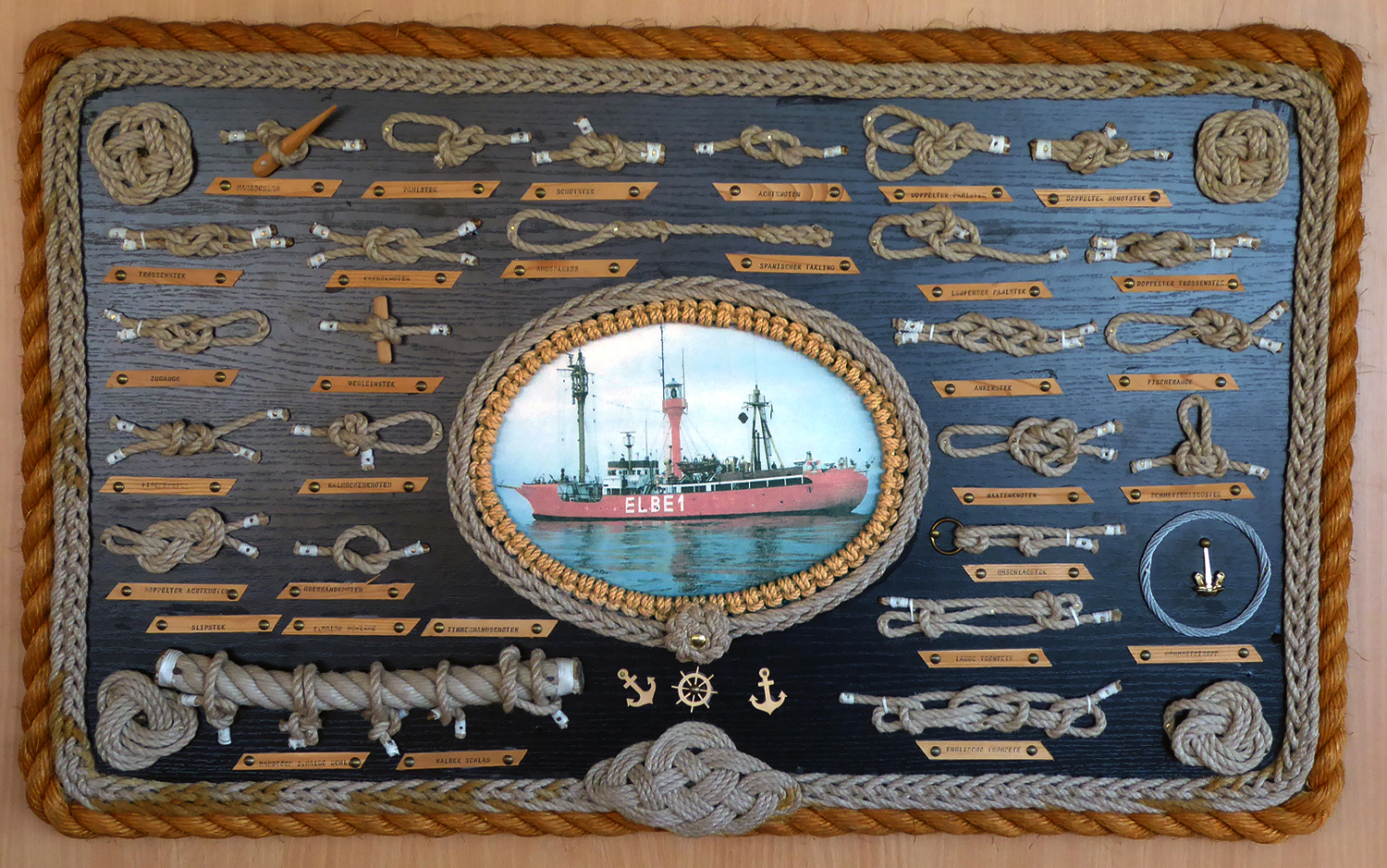
Verschiedene Arten von Knoten. (Feuerschiff Elbe 1)

Ein Knoten (ahd chnodo, mhd knode ‚knotige Verdickung‘) ist in der Knotenkunde eine Verwicklung oder Verschlingung von Faden, Schnur, Band, Seil, Tauwerk, Tuch oder ähnlich biegsamen Textil, mitunter auch einer Kette, die in bestimmter Form gewickelt, geschlungen, geknüpft oder geknotet wird. Die Windungen des verknoteten Materials bekneifen sich unter Zug, erhöhen so die Reibung und vermindern oder verhindern dadurch ein Gleiten. Nach der Weise des Windungsverlaufs lassen sich Knotenarten voneinander unterscheiden.
Dabei ist zu beachten, dass etwa ein verknotetes Seil nicht mehr seiner ursprünglichen Zugfestigkeit entsprechend belastet werden kann, denn der Knoten wird zu einer schwächeren Stelle im Seilverlauf. Die hier verbleibende herabgesetzte Zugfestigkeit wird Knotenfestigkeit genannt. Zusätzlich kann die Seilreibung an einem festen Gegenstand die Belastbarkeit reduzieren.
Knoten werden zu unterschiedlichen Zwecken und in recht verschiedenen Anwendungsbereichen gebraucht, weshalb es oft mehrere Namen gibt für die gleiche Knotenart. Will man die mit dem Ausdruck Knoten benannten Verwicklungsformen begrifflich näher bestimmen, lassen sich drei Bedeutungen abgrenzen:
- im weitesten Sinn jegliche Art von Verwicklung, auch Formen der Verbindung von mehreren Enden, Stücken und Gegenständen, so
  - Knoten beim Nähen, Weben, Flechten, für Makramee, Plattings u. a.
  - Verbindungsknoten, um zwei Leinen miteinander zu verknüpfen
  - Festmacherknoten (Stek oder Stich), um eine Leine an Gegenstände zu knüpfen
  - Klemmknoten, um eine Leine an einer anderen festzumachen
  - Spleiß, um Fasern einer Leine umzuknüpfen
- im engeren Sinn eine lokale Verschlingung, die einem kurzen Stück der Leine eingebunden wird
  - Schlaufe, eine feste Ringform
  - Schlinge, eine lose Ringform, die sich zuziehen kann
- im engsten Sinn die Form einer lokalen Verdickung
  - Stopperknoten, verhindert ein Durchlaufen
  - Knoten für eine bessere Griffigkeit

Die Knotenkunde kennt eine lange Liste der Knoten mit Kletterknoten, Schifferknoten, Anglerknoten, Feuerwehrknoten, Krawattenknoten und beschreibt auch das Knüpfen von Knoten.

## Geschichte

### Steinzeit und Altertum

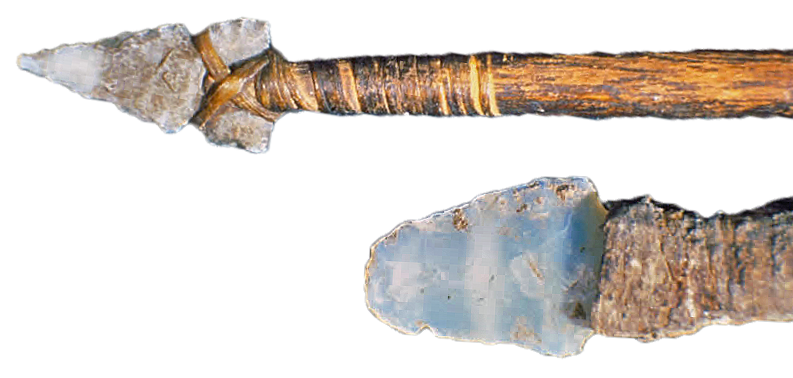
Speer und Messer

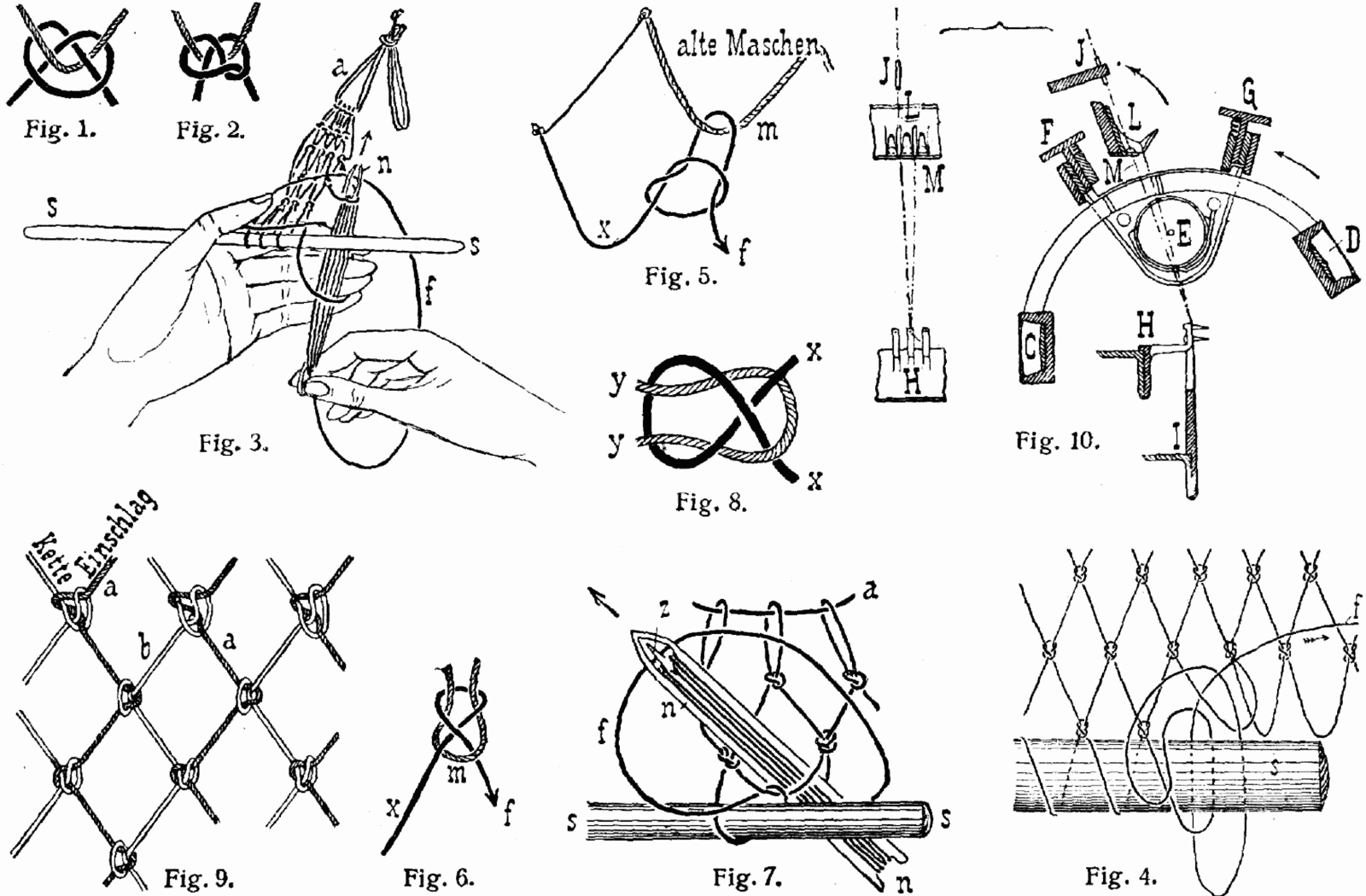
(oben links) alte Netzknoten

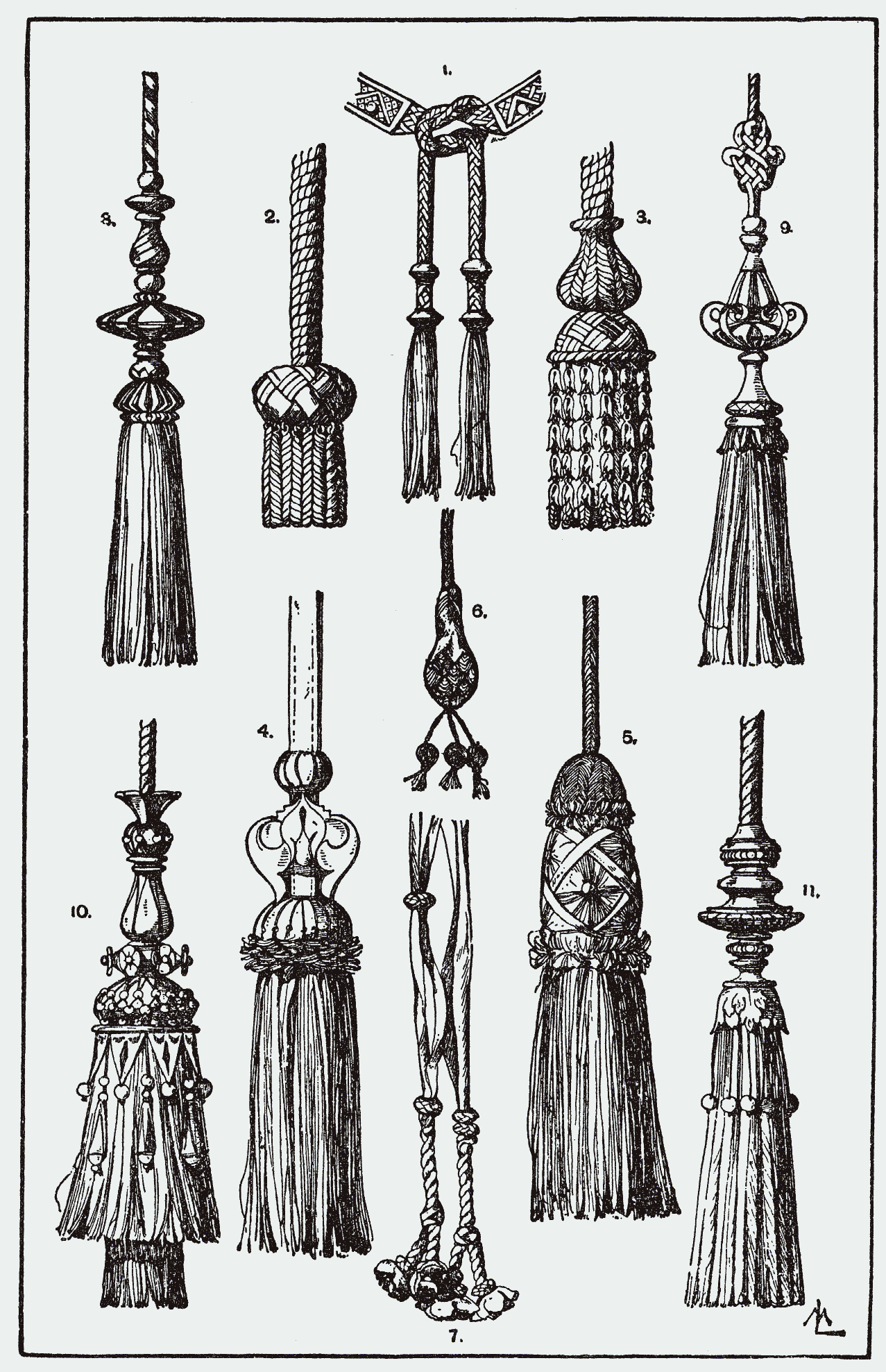
Quasten

Menschen nutzen Knoten schon seit einer halben Million Jahre. Sogar Gorillas und andere Affen verknoten Grashalme, wenn sie Nester bauen.
Schon in der Steinzeit gab es Menschen, die sich als Sammler und Jäger, später als Siedler und Fischer, Schlingen und Netze knüpften, um damit Tiere und Fische zu fangen. Die Äxte der Steinzeit wurden ebenso von verknoteten Därmen zusammengehalten wie die Pfahlbauten mit Sehnen und Seilen. Der einfache Überhandknoten diente zum Zusammenbinden von Gebrauchsgegenständen. Aus ihm entwickelte sich der Filetknoten (ein um einen Leitfaden geknüpfter Überhandknoten) zum Knüpfen der Netze. Zur Jagd mit dem Bogen (Altsteinzeit, 30.000 bis 10.000 v. Chr.) musste die Bogensehne sicher befestigt werden. Der Gletscherfund Ötzi (etwa 3340 v. Chr. in der Jungsteinzeit) lässt einfache Schläge, Überhandknoten und Kreuzknoten an seiner Ausrüstung erkennen.

### Antike
Die älteste Überlieferung von Zierknoten stammt von den Assyrern aus der Antike (900 bis 609 v. Chr.). In Stein gemeißelte Reliefs zeigten tunikaähnliche Gewänder, Waffenröcke und Pferdedecken. Sie sind mit dicht verknüpften Fransen sowie dicken Quasten verziert.
Im ersten Jahrhundert beschrieb der griechische Arzt Heraklas sechzehn chirurgische Knoten.
In der Antike wurden bestimmten Knoten sogar magische Kräfte zugesprochen. Homer erwähnte im achten Gesang der Odyssee, dass Odysseus „wertvolle Geschenke des Alkinoos und der Königin mit einem Seil zusammenschnürte, das er mit einem zaubermächtigen Knoten nach Kirkes kunstvoller Art sicherte.“
Der römische Gelehrte Plinius der Ältere (ca. 23–79 n. Chr.) behauptete, dass der Herkulesknoten Wunden schneller heile, die mit ihm geschlossen werden.

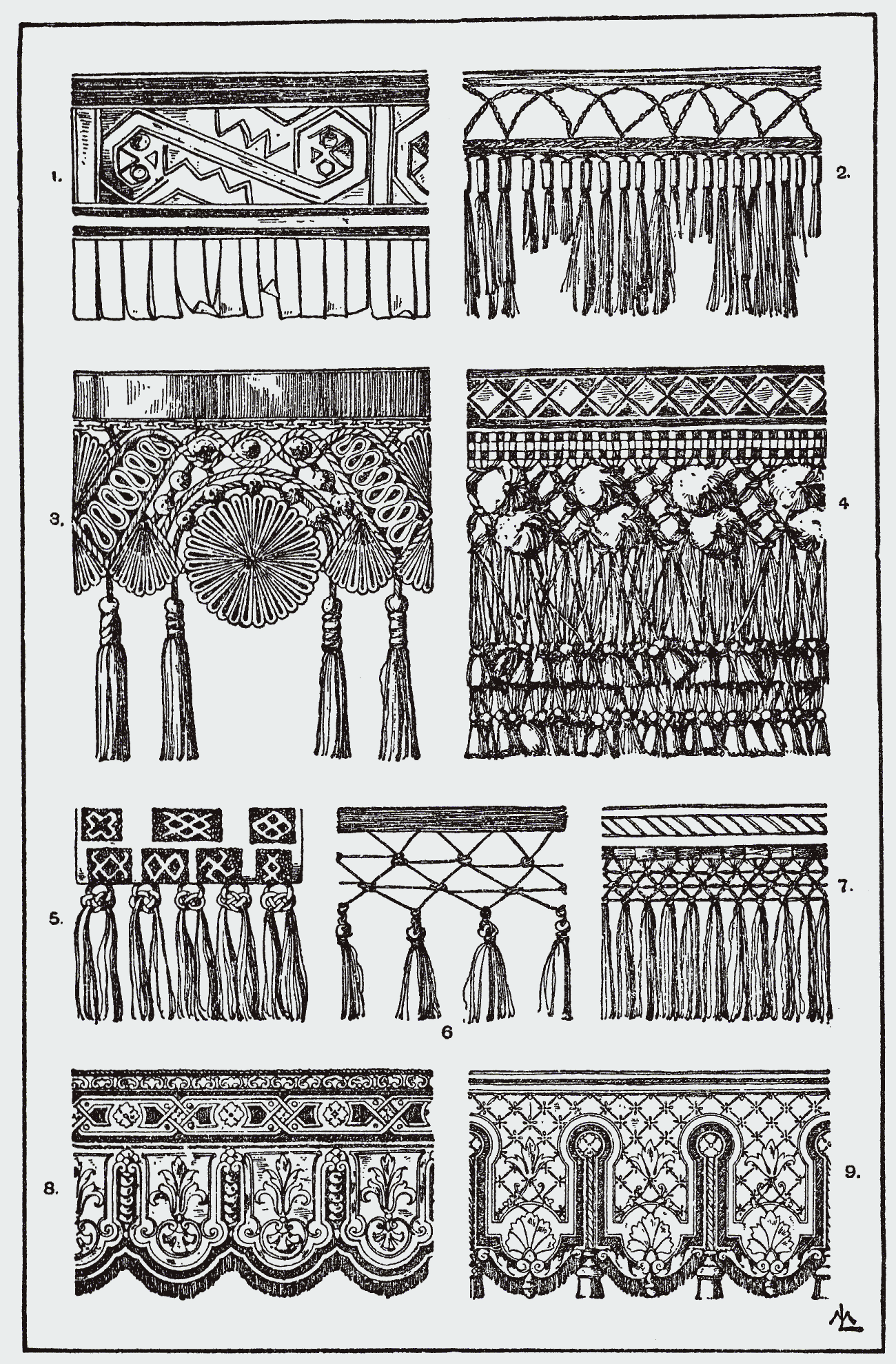
Knüpfkanten

Nach 756 kamen durch die Mauren arabische Einflüsse in der Knüpftechnik nach Europa (Córdoba / Spanien).
Mit den Kreuzzügen (1096 bis 1270) bis zum späten Mittelalter entwickelten sich aus den relativ einfachen Fransen der Ägypter und Assyrer kunstvolle Knüpfkanten. Das alte Inka-Reich (1250 bis 1781) kannte mit „Quipu“ eine Knotenschrift, welche im Dezimalsystem statistische Aufzeichnungen übermittelte.

### Seefahrt

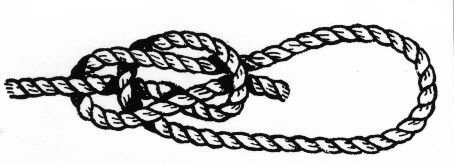
Palstek

Der dritte wesentliche Einfluss ging von der christlichen Seefahrt aus. Eine Vielzahl von „Schifferknoten“ waren für die unterschiedlichsten Zwecke gebräuchlich. In ihren oft monatelangen Fahrten begannen die Seeleute neben ihren bekannten Gebrauchsknoten in ihrer Freizeit mit Garn und Tauwerk nach Mustern zu knüpfen, welche sie im Orient gesehen hatten. Sie dekorierten ihre Schiffe mit kunstvoll geknüpften Glockenzügen, umknüpften Flaschen und vielem mehr. Oft waren diese Arbeiten ohne praktischen Wert, sie dienten mehr der Zierde. Diese „Knotenknüpfkunst“ wird als Fancywork, Platting und Makramee gepflegt.

### Neuzeit
Für heutige Anforderungen werden immer wieder neue Knoten erfunden, beispielsweise der Zeppelinknoten oder der Karabinerklemmknoten. In den 1980er Jahren wurde Scoubidou bekannt, das 2004 weite Verbreitung unter Jugendlichen fand.
Der Zeppelinknoten ist einer der „jüngsten“ Knoten, welcher in der Fachwelt anerkannt wurde.
Mit Rainbow Looms werden verschiedene Gegenstände wie Bänder, Armreife oder auch großflächige Verknüpfungen bzw. Verflechtungen mittels Gummiringen hergestellt.

## Anwendungen

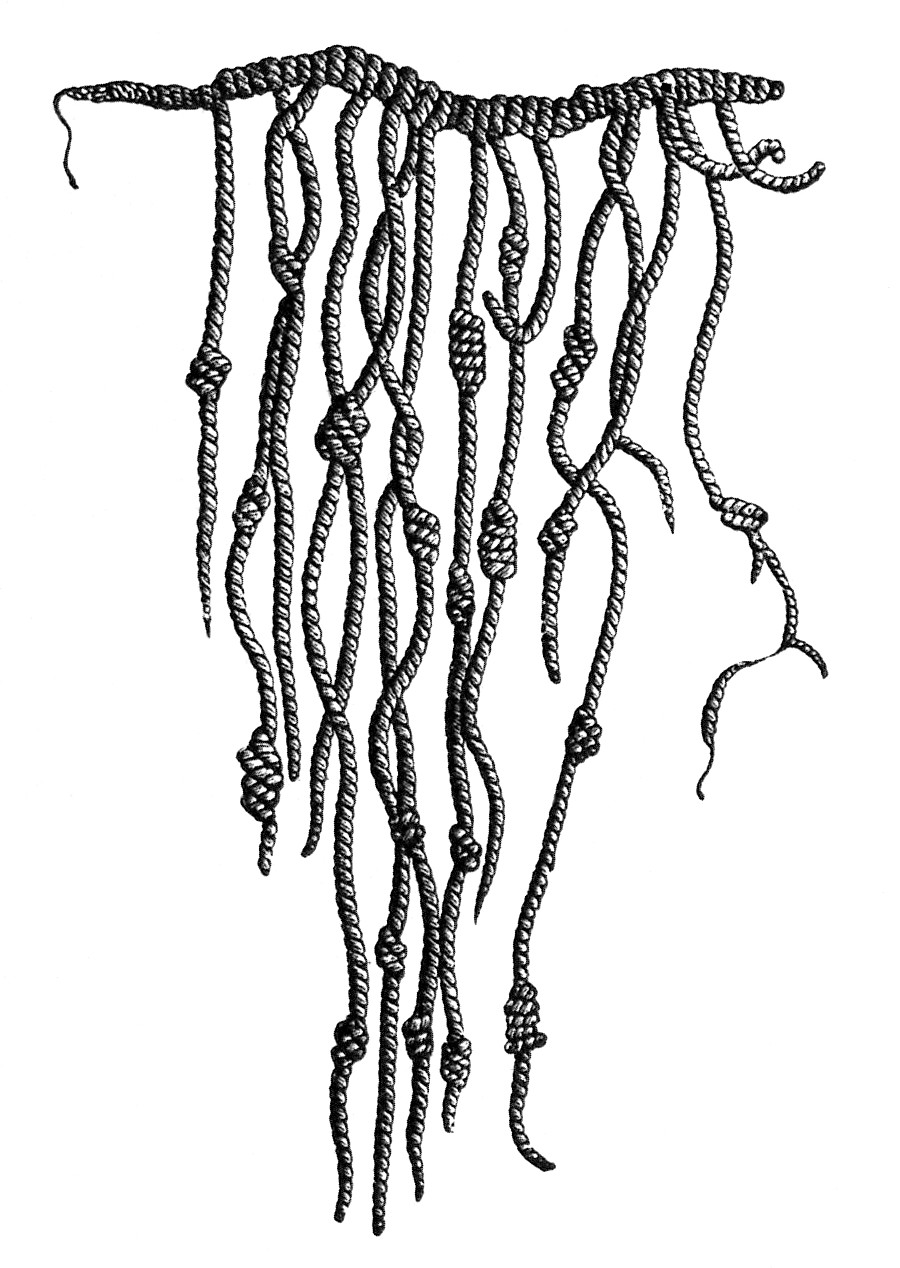
Quipu-Knoten

### Schrift
Knoten wurden früher auch als Schrift verwendet. Die Inkas benutzten die Knotenschrift Quipu. Bauern und Müller nutzten Knoten als Hilfsmittel zum Zählen (Müllerknoten).

### Rechtsprechung
Der Henkersknoten am Galgen diente zur Hinrichtung eines Verurteilten. Im Mittelalter wurde beim Abschluss eines Vertrages ein Urkundenknoten in die Riemen der Urkunde geknüpft. Die Anzahl der Knoten bewiesen, wie viele Männer am Vertragsabschluss beteiligt und mit dem Inhalt des Vertrages einverstanden waren. Der „Knotenknüpfer“ galt deshalb auf dem Gericht als Gewährsmann oder Zeuge.

### Heraldik
In Wappen diente der „Liebesknoten“ als Wappenfigur in Liebesschnüren oder Liebesseilen, welche im 17. Jahrhundert (Frankreich) als modische Kreationen bzw. Verzierung diente. Der Liebesknoten ist auch als „Witwenstrick“ bekannt.
Auch heute finden sie sich noch in den Abzeichen schottischer Clans.

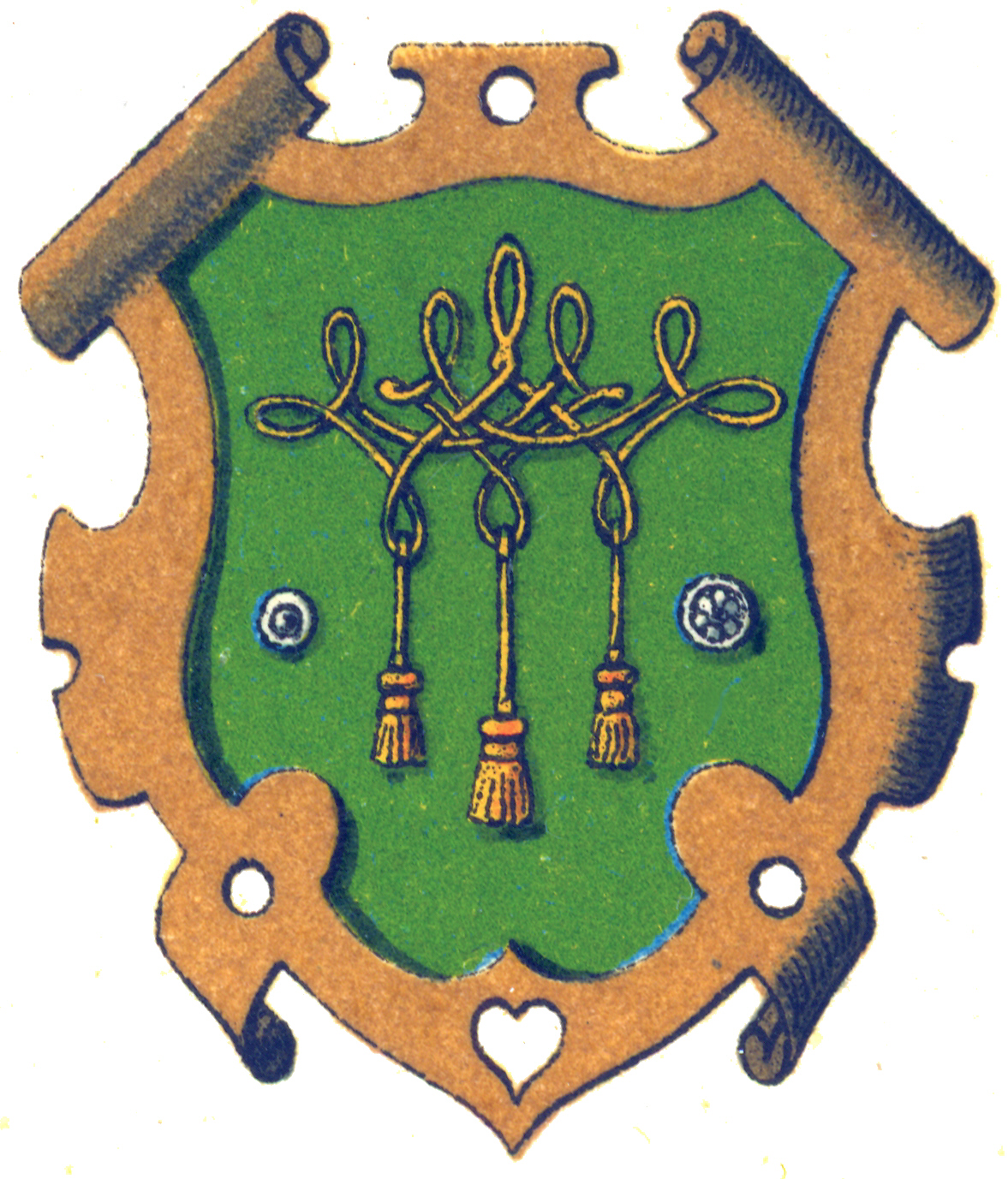
Wappen der Knopfmacher
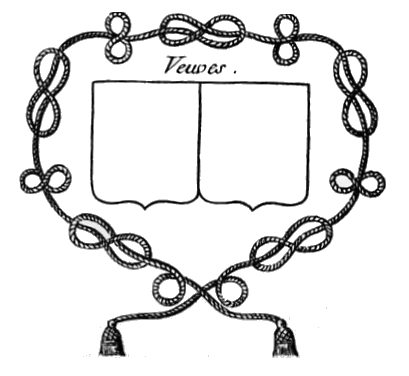
Liebesknoten
Knoten im Wappen von Contwig
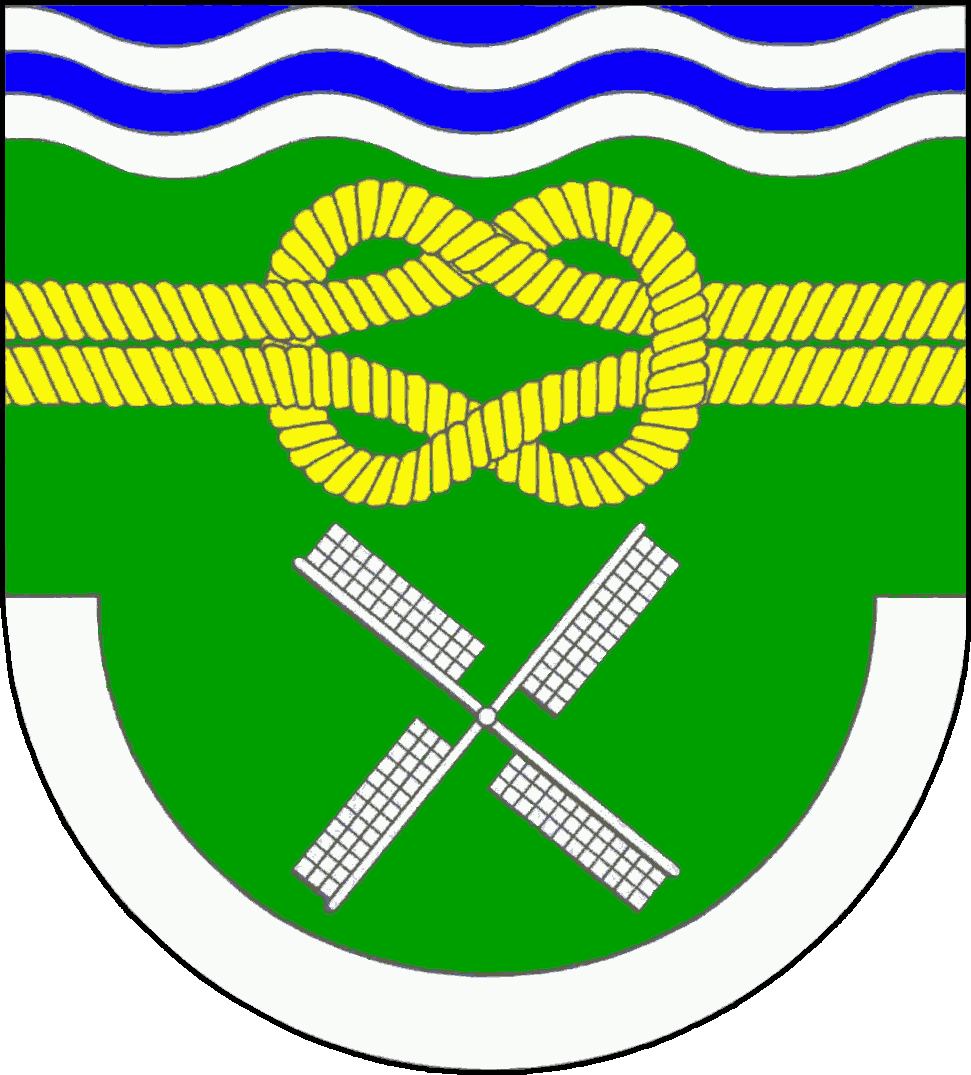
Kreuzknoten im Wappen von Neuendorf-Sachsenbande
Wappen eines römisch-katholischen Bischofs

### Beruf und Sport

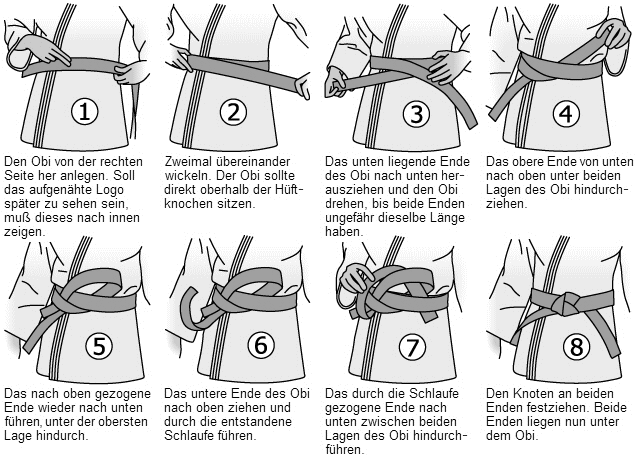
Obi-Knoten im Kampfsport

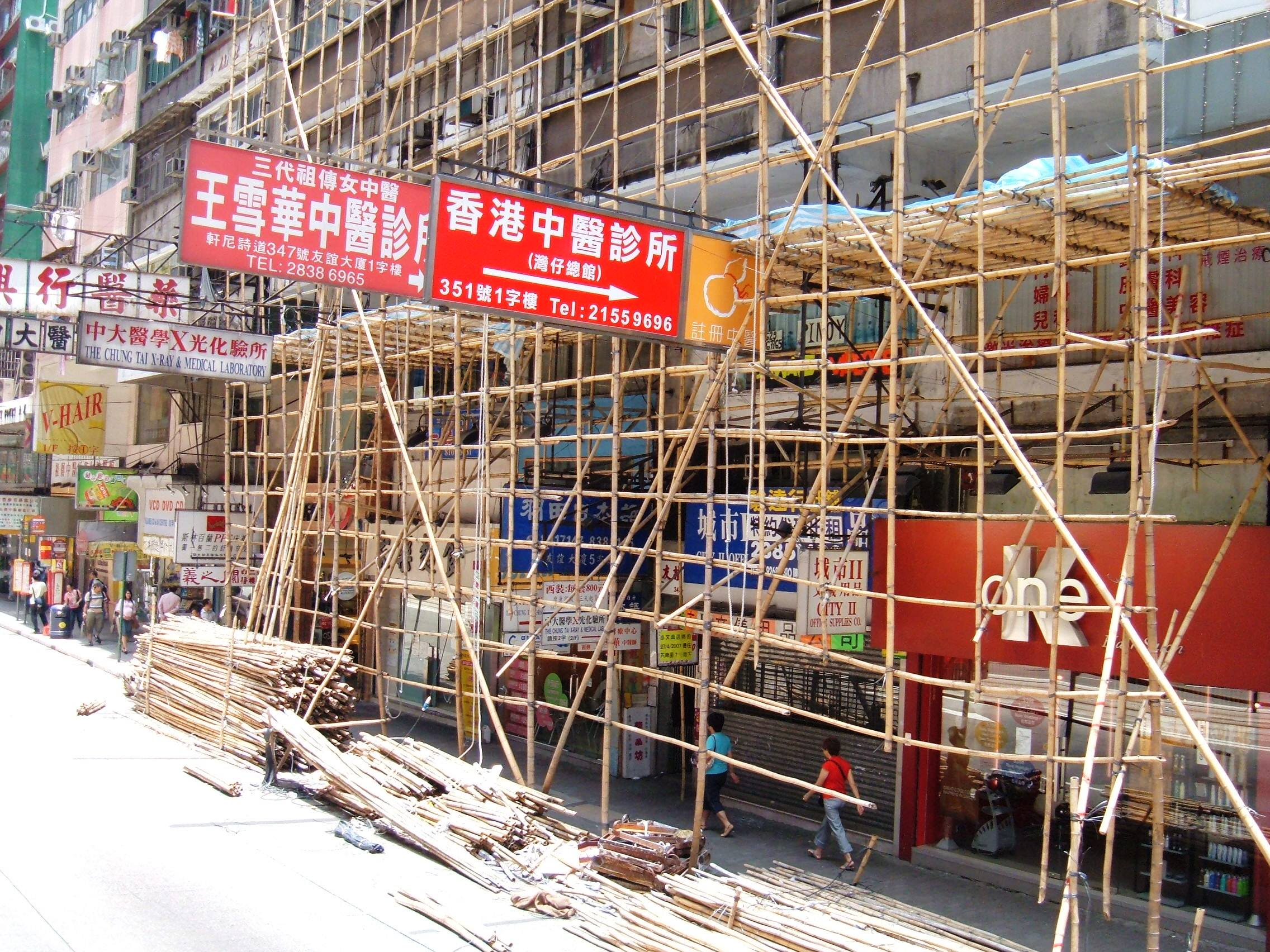
Bambusstangen werden zu einem Bambusgerüst durch Knoten fixiert

Knoten werden von vielen Berufsgruppen und in vielen Sportarten eingesetzt:
- Segler und Seeleute, Taucher,
- Pfadfinder, Hilfs- und Rettungsorganisationen, Feuerwehr,
- Chirurgen,
- Bergsteiger und Kletterer,
- Angler,
- Japanische Samurai entwickelten im Mittelalter eine eigene Fesselkunst (Hojōjutsu), um Gefangene bewegungsunfähig und abtransportfähig zu machen. Heute werden die komplizierten Knotentechniken aus dem Hojōjutsu noch in der japanischen Polizei gelehrt. Knoten sind bei den verschiedenen Gruppen unter abweichenden Bezeichnungen bekannt.

### Alltag
- Schnüre und Knoten werden in zunehmendem Maße durch Schnellverschlüsse ersetzt, Reißverschluss, Klettverschluss, Kabelbinder, Paketklebeband.
- Im Alltag werden Knoten verwendet für das Zubinden von Schürzen, Gürteln, Schuhen (mittels Schleife und teils mit Doppelknoten), für Pakete und zum Bündeln von Waren für den Transport.

#### Versteckte Knoten
- Fast unscheinbar befinden sich spezielle Knoten als „Wickel- und Ursusknoten“[12] auch in dem Knotengeflecht von Wildzäunen.
- Die Griffe (Tsuka) der japanischen Samuraischwerter werden mit Spezialknüpfungen griffiger und auch künstlerisch gestaltet. Den Abschluss bildet ein Ura- oder Omoteknoten.

### Kunst und Mode

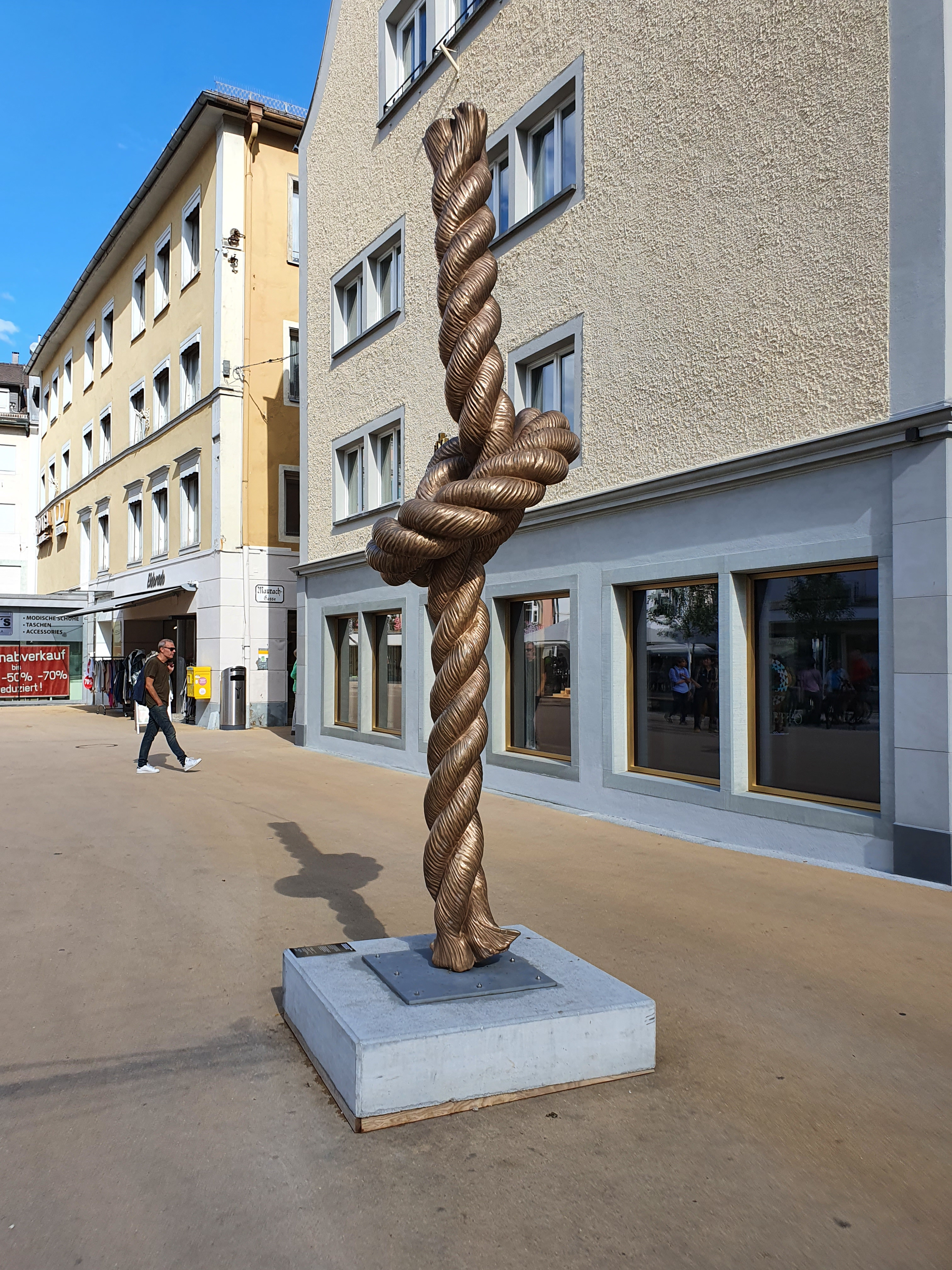
„Der Knoten“, Kunstobjekt von Herbert Meusburger in Bregenz, Bronzeguss, Höhe 3,5 m, Masse fast 900 kg

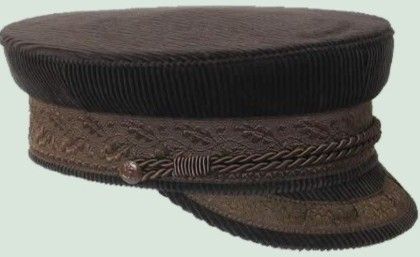
Takling an der Prinz-Heinrich-Mütze

- In der Bregenzer Innenstadt ist im Juli 2022 ein Werk des Künstlers Herbert Meusburger (1953–2023) enthüllt worden. „Die dreieinhalb Meter hohe Bronzeskulptur trägt den Titel Der Knoten und soll darauf hindeuten, dass sich das Schicksal der Menschheit immer mehr zu einem Knoten zusammenzieht.“[13]
- In der Mode werden Knoten zu dekorativen Zwecken eingesetzt.
- Am bekanntesten sind wohl die Krawattenknoten. Dazu zählt auch der Knoten des Matrosenanzugs.
- Auf Hüten ist die Hutschnur bekannt.
- Bei Frisuren gibt es Haarknoten. Bei antikem und modernem Schmuck ist der Heraklesknoten beliebt.
- In der Handwerkskunst werden Knoten verwendet zum Knüpfen[14] von Teppichen und zum Weben von Stoffen. Ein Teppich besteht aus bis zu über 1.000.000 Knoten pro Quadratmeter, die Qualität steigt mit der Anzahl der Knoten pro Quadratmeter.

- Makramee, Platting, Klöppeln, Stricken, Weben, Häkeln sind weitere Techniken im Kunsthandwerk, bei denen Knoten eine wichtige Rolle spielen.
- Beim Militär gibt es kunstvolle Verzierungen an Uniformen, wie die Schützenschnur, Achselschnur oder Fangschnur.

Friedrich Karl von Preußen als Generalfeldmarschall in (Knoten)-Uniform
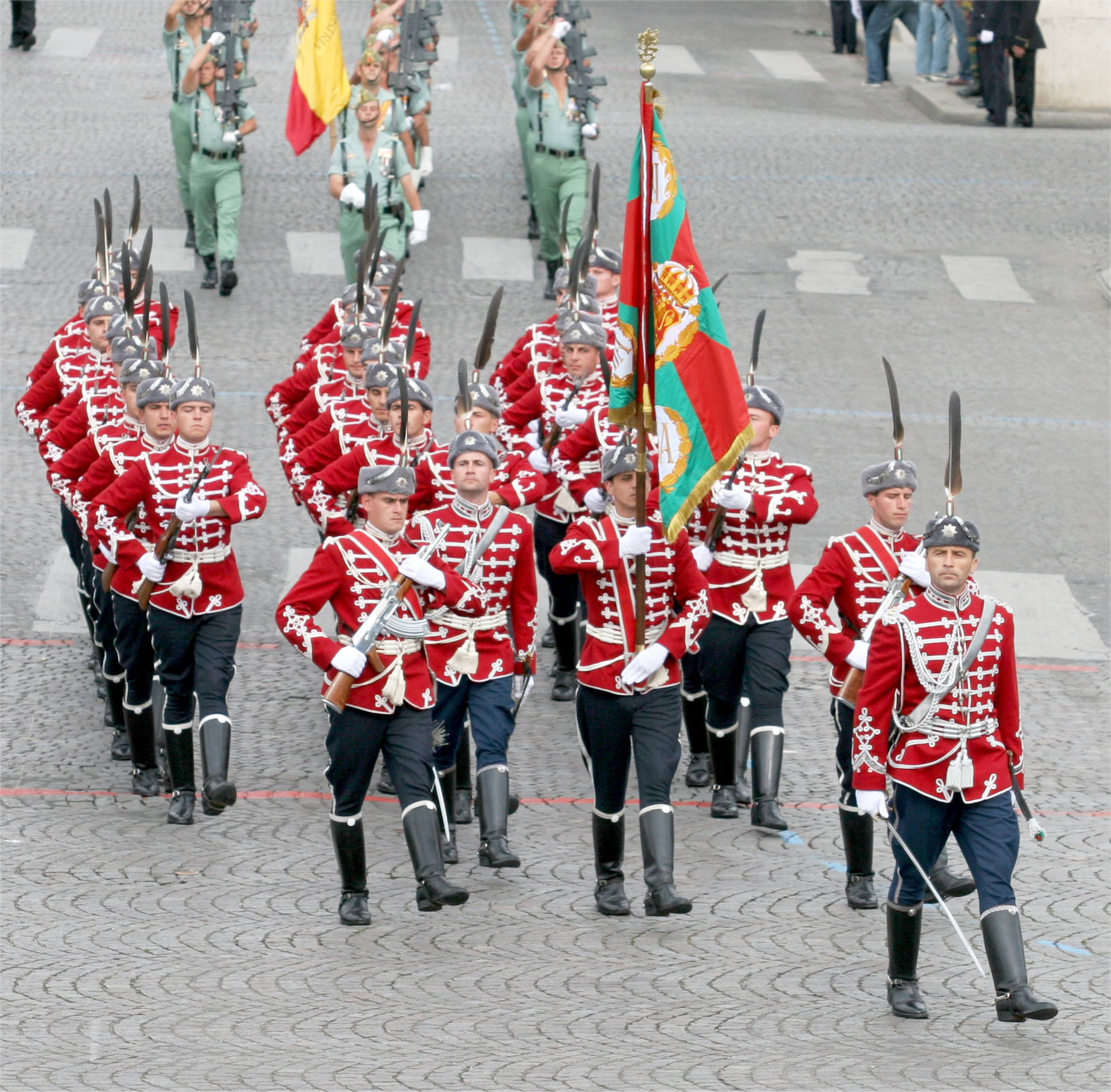
Bulgarische Paradeuniform (2007)
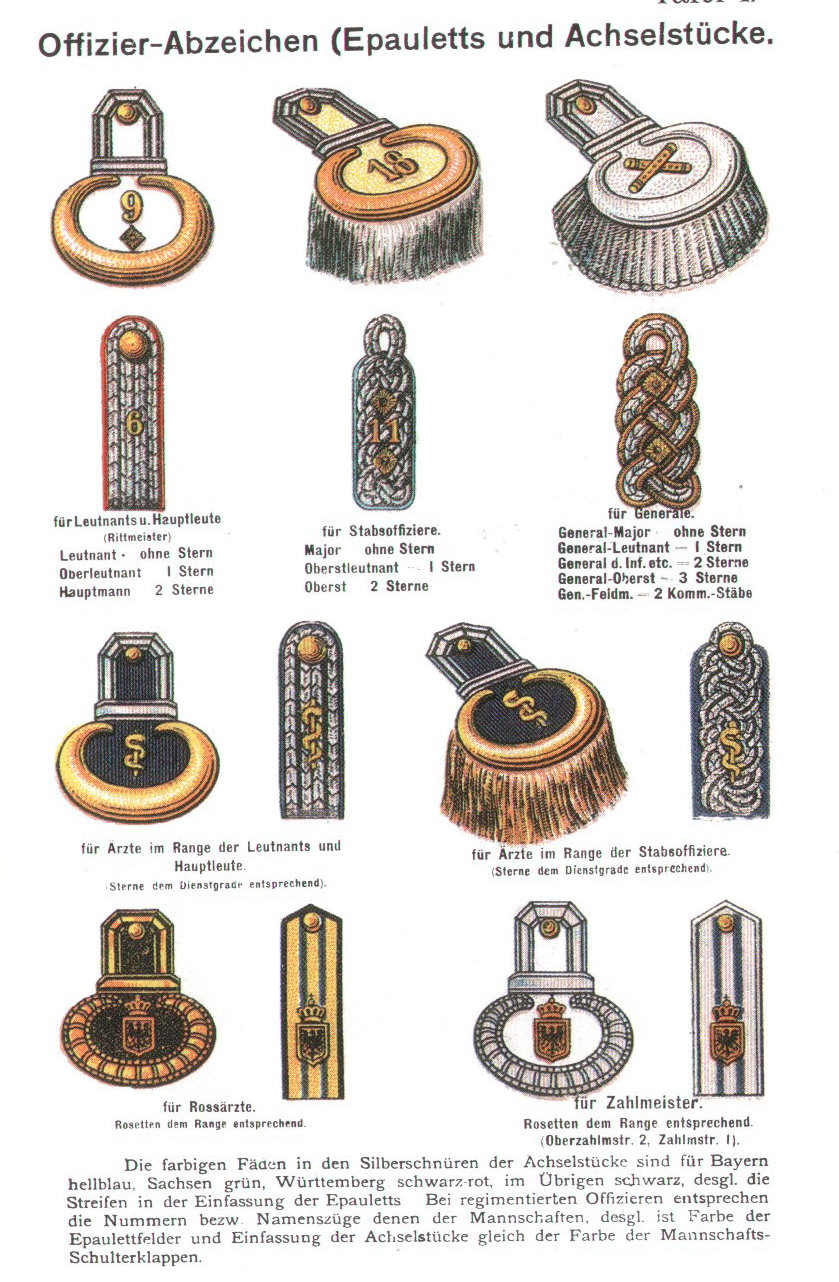
Knoten auf Epauletten
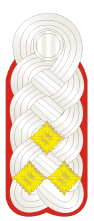
Schulterstück Oberst der NVA (DDR)

### Sex
In der Bondage-Szene werden fixierende oder dekorative Knoten für Fesselspiele und andere sexuellen Praktiken verwendet.

### Magie

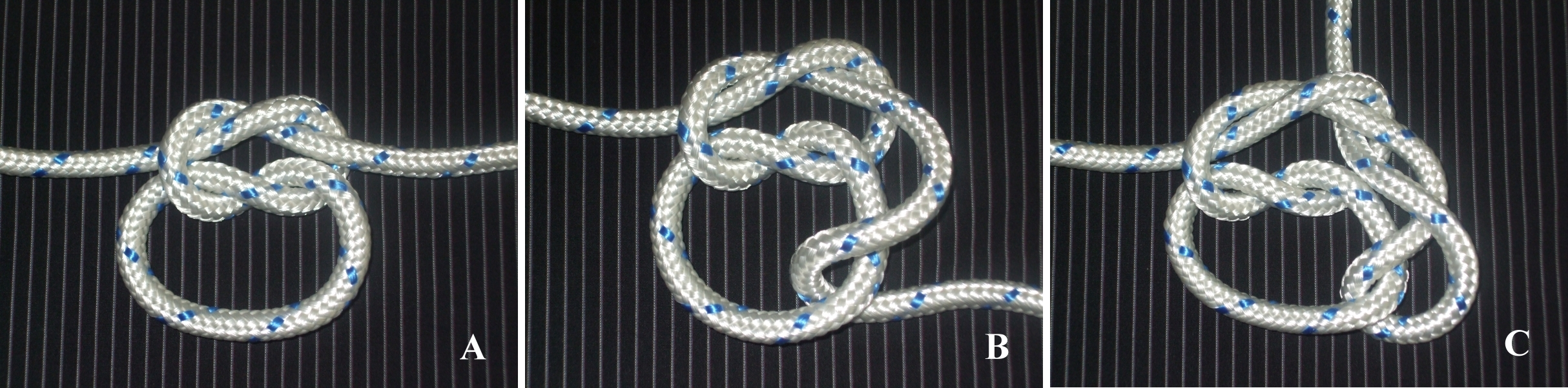
Chefalo-Zauberknoten – kippt unter Zug und löst sich auf

Mit Knoten können auch Tricks zur Unterhaltung vorgeführt werden. Besonders in Zauberkunststücken werden solche Knotentricks angewendet. Eine sinnvolle, praktische Anwendung ist im Alltag meistens ausgeschlossen.

## Wissenschaft
Knoten sind u. a. für die Analyse von Makromolekülen wie zum Beispiel Proteinen und DNA von Belang. Die Wissenschaft hat sich seit Jahrhunderten mit der Mathematik und Physik von Knoten befasst. Die Knotentheorie behandelt die Topologie von Knoten und dient der Beantwortung von Fragen wie der, welche Knoten mathematisch äquivalent sind, d. h. sich ineinander überführen lassen, ohne zerschnitten werden zu müssen. Die Knotenkunde hingegen befasst sich mit der Herstellung, Unterscheidung und Anwendung von Knoten.
Angesichts des komplexen Zusammenspiels von Topologie und Mechanik sind die Eigenschaften elastischer Knoten schwer zu bestimmen. Forscher am Massachusetts Institute of Technology entwickelten 2019 ein Modell, um die Stabilität von Knoten vorherzusagen. Dabei betrachten sie die Anzahl der Kreuzungen, der Verdrehungen und der entgegengesetzten Strangverläufe. Zur Überprüfung ihrer Theorie stellten die Forscher Versuche mit photonischen Fasern an, die bei Zug ihre Farbe verändern.

## Verein der Knotenspezialisten
Unter der International Guild of Knot Tyers wurde 1982 in London eine Vereinigung von Gleichgesinnten aus allen Schichten und Berufsgruppen gegründet. Vom Anfänger bis zum Spezialisten mit dem Interesse rund um Knoten erfolgt der Austausch in Foren und Mitgliederzeitschriften. Durch die stete Entwicklung von Kunstfasern wird der Einsatzbereich von Knoten ständig erweitert und aktualisiert.

## Begriffe
siehe auch:
- Liste seemännischer Fachwörter (A bis M)

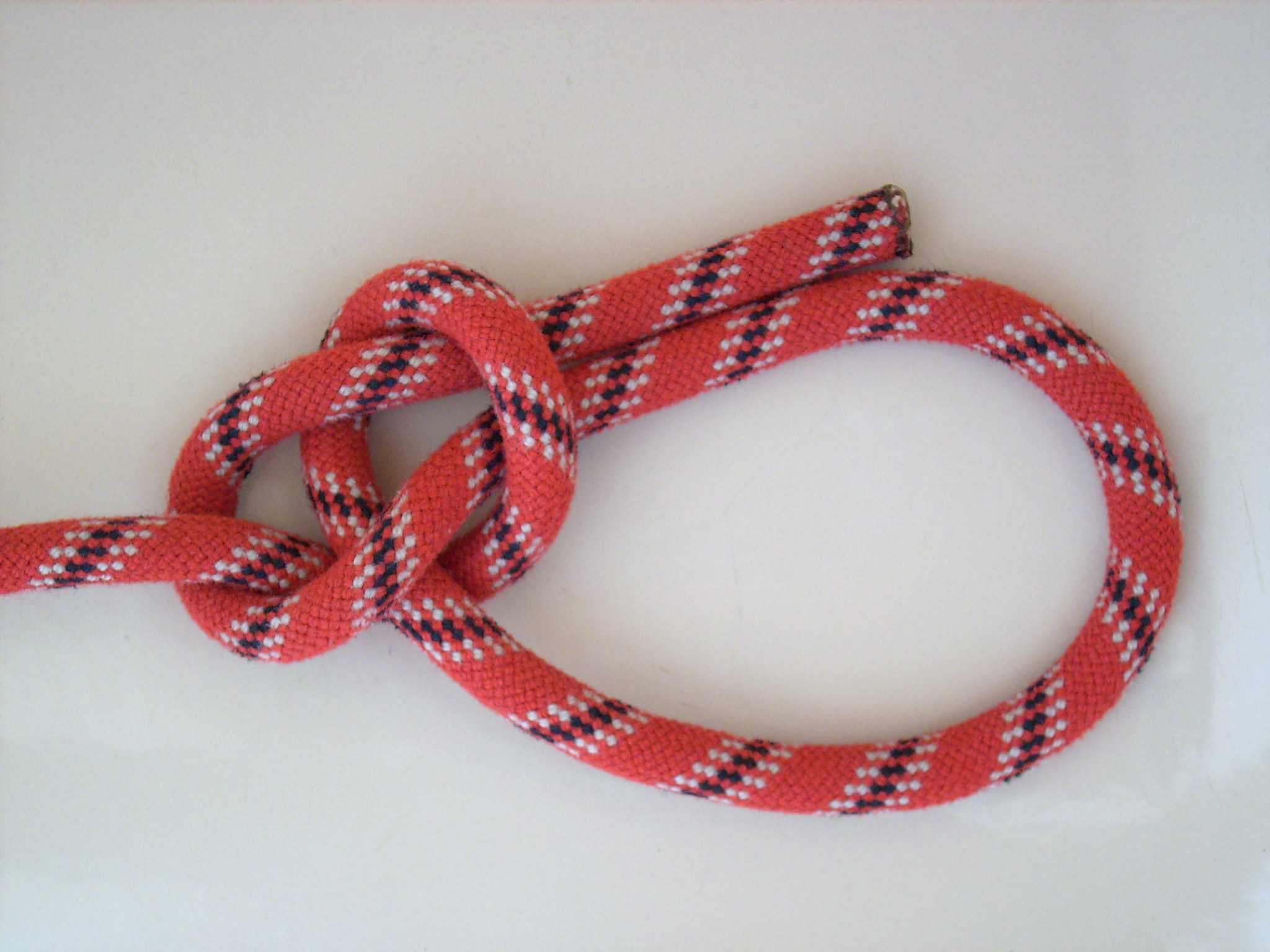
Links: festes Ende
rechts oben: loses Ende
(Palstek)

- Liste seemännischer Fachwörter (N bis Z)

### Festes Ende
Das feste Ende ist der lange Teil einer Leine, an dem die Last hängt oder zieht, beispielsweise ein Kranseil oder ein Lasso, oder an Schiffen eine Festmacherleine, eine Ankerleine, eine Schot, ein Fall. In der klassischen Seemannssprache spricht man auch von der „festen“ oder „stehenden Part“.

### Loses Ende
Das lose Ende ist der kurze Teil einer Leine, mit dem der Knoten geknüpft oder gesteckt wird, und der am fertigen Knoten unbelastet heraushängt. Das lose Ende am fertigen Knoten soll immer mindestens 3 bis 5 mal so lang sein wie der Durchmesser der Leine. In der klassischen Seemannssprache spricht man auch von der „losen Part“; dort hat das „Ende“ die Bedeutung eines ganzen Stück Seils.

### Arbeitsende
Ist ein anderer Begriff für loses Ende (siehe Abschnitt darüber).

## Redewendungen

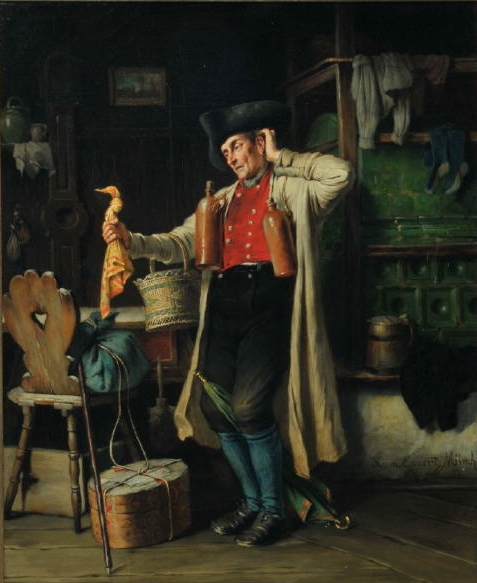
Sigmund Eggert: Doch vergessen…, Gemälde von 1881 (Motiv: Ein Mann hat sich einen Knoten ins Taschentuch gemacht, kann sich aber nicht mehr an den Grund erinnern)

- Ein Gordischer Knoten ist ein schwieriges Problem
- „Einen Knoten im Hals haben“ = Mir ist nicht wohl dabei.
- „Einen Knoten ins Taschentuch/ins Ohr machen“ = eine Gedächtnisstütze
- „Einen Knoten finden“ = Hier stimmt etwas nicht.
- „Einen Knoten durchhauen“ = etwas gewaltsam/ohne zu zögern trennen, statt es mühsam zu lösen
- „Der Knoten ist aufgegangen/geplatzt“ = eine Lösung wurde gefunden, eine Blockade hat sich gelöst, die Sache wurde verstanden
- „Kabelsalat“ = ein Durcheinander oder schwer zu lösende Knoten in Kabeln
- „Einen Knäuel entwirren“ = ein verwickeltes oder mehrfach verknotenes Seil oder Garn entwirren (Im übertragenen Sinn: verwirrte Gedanken auflösen).